# Paul Simon in Concert: Live Rhymin'
Albums de Paul Simon
There Goes Rhymin' Simon
(1973) Still Crazy After All These Years
(1975)
Paul Simon in Concert: Live Rhymin' est un album live de Paul Simon, sorti en 1974.

## Titres
Toutes les chansons sont de Paul Simon, sauf mention contraire.

### Face 1
1. Me and Julio Down by the Schoolyard – 2:47
2. Homeward Bound – 2:45
3. American Tune – 3:58
4. El Cóndor Pasa (If I Could) (Paul Simon, Jorge Milchberg - Daniel A. Robles) – 4:08
5. Duncan – 5:11
6. The Boxer – 6:11

### Face 2
1. Mother and Child Reunion – 4:00
2. The Sound of Silence – 4:27
3. Jesus Is the Answer (Andraé Crouch) – 3:28
4. Bridge over Troubled Water – 7:10
5. Loves Me Like a Rock – 3:16
6. America – 4:35